# Райхельт, Франц
Франц Карл Райхельт (нем. Franz Karl Reichelt; 16 октября 1878 — 4 февраля 1912) — австрийский портной, изобретатель «плаща-парашюта». Погиб во время испытания своего изобретения.

## История
Райхельт получил известность после того, как решил испытать своё изобретение — «плащ-парашют», прыгнув с ним с нижнего пролёта Эйфелевой башни в Париже. Испытание прошло неудачно, и изобретатель погиб, упав с высоты 60 метров.
Портной начал разработку костюма, позволяющего авиатору спастись в случае покидания самолёта, в июле 1910 года. Несколько ранних экспериментов с манекенами казались удачными, но успешный результат был нестабилен. Райхельт полагал, что виной тому малая высота его балкона на пятом этаже. В 1912 году, после многократных прошений, ему наконец удалось получить от властей разрешение на эксперимент на Эйфелевой башне.
4 февраля 1912 года он явился для проведения эксперимента. Присутствующие были шокированы узнав, что он не собирается использовать манекен, а прыгнет сам. Отговорить Райхельта не удалось; он вышел на парапет и прыгнул. Парашют не раскрылся, изобретатель погиб.